# 국가한옥센터
국가한옥센터는 한옥 문화 진흥의 싱크탱크로서 한옥 지식 체계화를 위한 정보기반을 구축하고, 한옥건축 활성화를 위한 정책·산업 지원에 앞장서며, 한옥 문화의 세계화를 위한 네트워크 확대에 기여하고 있다. 국가한옥센터는 국가건축정책위원회 등의 “국격향상을 위한 新한옥 플랜”대통령 보고('10.5.2)의 조치를 통해 대한민국 국무조정실 산하 경제인문사회연구회 소속 국토연구원 건축도시공간연구소 아래 설립된 연구기관이다.

## 연혁
- 2011년 5월 12일 국가한옥센터 설립[1]

## 주요 연구 및 사업
- 한옥 보급 및 산업화 지원 연구

- 한옥 활성화를 위한 지원 방안 및 법․제도 개선 연구
- 양질의 한옥 보급을 위한 산업 및 인력 육성 방안 연구
- 수요 창출을 위한 한옥의 현대화 디자인 방안 연구
- 한옥 보전 및 문화육성 지원 연구

- 기존 한옥 보전 및 관리를 위한 법․제도 정비 방안 연구
- 한옥자산 보전 및 조성을 위한 한옥인증제도 연구
- 한옥 문화의 세계화를 위한 인문학적 가치 발굴 연구
- 한옥 분포 및 산업동향 조사 연구

- 전국단위 한옥통계 및 사례조사
- 한옥건축산업 현황 및 동향조사
- 한옥 교육 및 홍보 컨텐츠 개발 연구

- 국가한옥포털 운영 및 고도화를 통한 대국민 서비스
- 한옥포럼 및 워크샵 개최
- 한옥정책 브리프, 한옥잡지, 단행본 등 발간

## 위치
- 경기도 안양시 동안구 시민대로 230 아크로타워 B동 301호